# Satre (Gemahlin von Ramses I.)

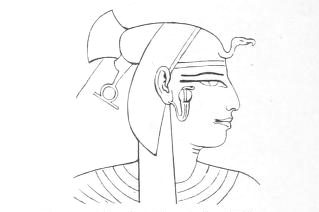
Zeichnung der Satre auf ihrem Grab QV38

Satre, auch Satra (Tochter des Re) war eine altägyptische Königsgemahlin der 19. Dynastie. Sie ist vor allem aus ihrem Grab QV38 im Tal der Königinnen bekannt. Das Grab kann aus stilistischen Erwägungen unter Sethos I. datiert werden. Sie trug auch den Titel „Gottesgemahlin des Amun“ (Hemet-netjer-en-Amun) und „Königsmutter“ (Mut-nesut), wonach sie wahrscheinlich die Gemahlin von Ramses I. und Mutter von Sethos I. war. Sie erscheint auch im Tempel von Sethos I. in Abydos, in seinem Grab und vielleicht auch in einer Kapelle, die Ramses I. von seinem Vater Sethos I. in Abydos geweiht war.